# Gortyna umbra
Gortyna umbra là một loài bướm đêm trong họ Noctuidae.